# Вина (инструмент)
Вижте пояснителната страница за други значения на Вина.
Вѝна е древен индийски струнен музикален инструмент, представляващ индийска китара. Състои се от кух прът от бамбук, върху който са опънати струните с помощта на дървени ключове. Под пръта са прикрепени две кратунки, по една в двата му края, които играят ролята на резонатори. В днешни дни вината е по-усъвършенствана и носи названието бин.
Обикновено бин има 4 мелодични струни и 3 бурдониращи. Под мелодичните струни се намира гриф, който е разделен обикновено от 18 до 24 позиционни прегради. Извличането на тон става с нокти или с два плектрума, закрепени за показалеца и средния пръст. В днешно време тялото, което в древността се е правело от кух бамбуков прът, може да е изработено от всякакво дърво.